# وورونژ ۴۵۱۹
سیارک ۴۵۱۹ (به انگلیسی: 4519 Voronezh، نامگذاری:1976YO4) چهار هزار و پانصد و نوزدهمین سیارک کشف شده‌است که در ۱۸ دسامبر ۱۹۷۶ کشف شد.
قدر مطلق سیارک برابر ۱۳٫۳۰ است.